# Augustin de Maupeou
Pour les autres membres de la famille, voir Famille de Maupeou.
Augustin de Maupeou, né à Paris vers 1647 et mort le 12 juin 1712, est un prélat français du XVIIIe siècle. Il est évêque de Castres de 1682 à 1705, puis archevêque d'Auch de 1705 à sa mort.

## Biographie
Issu d'une famille de noblesse de robe anoblie en 1587 à Paris, il est le fils de René II de Maupeou, vicomte de Bruyères, président des enquêtes du Parlement, et de Marie Doujat, fille d'un conseiller au parlement de Paris. Augustin de Maupeou est l'oncle de René-Charles de Maupeou, chancelier et garde des sceaux de France.
Augustin de Maupeou fait ses études à l'université de Paris et obtient sa maîtrise ès arts en 1667, son doctorat en théologie en 1676 et est ordonné prêtre. L'année suivante, les chanoines de la collégiale royale de Saint-Quentin-en-Vermandois l'élisent doyen à la place de son oncle Jean de Maupeou, évêque de Chalon, qui venait de mourir (5 juin 1677).
En février 1680, il est reçu conseiller du roi et avocat général au Grand Conseil en survivance de son frère Pierre et est ensuite président aux enquêtes. En 1682, député du clergé de la province de Paris, il prend part à l'assemblée générale du clergé qui vote les « quatre articles » rédigés par Bossuet sur les prérogatives de l'église de France. Le pape Innocent XI réagit et refuse l'institution canonique à tous les nouveaux évêques nommés par le roi. Louis XIV ne veut pas céder, le pape non plus ; si bien que, quelques années plus tard, près d'une quarantaine de diocèses se trouve sans évêques.
C'est ainsi qu'Augustin de Maupeou dut attendre plus de onze ans avant de prendre possession de l’évêché de Castres auquel le roi l'avait nommé le 3 juillet 1682. Ce n'est que lorsque la querelle fut apaisée que son nom fut admis à Rome, au consistoire du 23 novembre 1689. Le 10 janvier suivant, il reçoit la consécration épiscopale dans la cathédrale Saint-Just de Narbonne. À Castres, il trouve un beau palais épiscopal que son prédécesseur, Michel Tubeuf, vient de faire édifier par Mansart. Continuant l’œuvre ainsi entreprise, il demande à Le Nôtre de dessiner le jardin du palais épiscopal et commence également la reconstruction de la cathédrale de Castres. En 1697, il fait publier un catéchisme pour son diocèse sous le titre de Doctrine chrétienne. Il tient des synodes généraux en 1697 et 1699, le dernier pour l'observation des Statuts synodaux, qu'il a dressés.
Le 11 avril 1705, il est nommé archevêque d'Auch. Là, il commande à Jean-Baptiste Alexandre Le Blond le dessin du palais de l'archevêché qui ne sera achevé, dans le respect des plans que par Jean-François de Montillet de Grenaud. Peu avant sa mort, il avait fait un testament léguant la somme considérable de 170 000 livres « pour être employée en œuvres pies dans tous les lieux où il avait eu des bénéfices ». Ses exécuteurs testamentaires, notamment son ami l'intendant de Languedoc Lamoignon de Basville, prélèvent sur ce don 65 000 livres pour fonder à Auch un hôpital général dont la première pierre est posée le 25 février 1713 et qui reçoit le nom d’hôpital Saint-Augustin, en souvenir de son généreux fondateur.
Une cartographie du diocèse de Castres décorée de ses armes lui est dédiée en 1695 par le géographe Hubert Jaillot.
Ses armes figurent également sur la frise du XVIIIe siècle des évêques de Castres, dans l'ancienne salle des états diocésains de l’évêché reconvertie en mairie. 
Son portrait réalisé en 1710 par Hyacinthe Rigaud — volé — se trouvait à l'hôpital d'Auch. Plusieurs copies de ce portrait sont néanmoins conservées, dont une identifiée en 2016 au musée des Beaux-Arts d'Orléans.